# Yamatentomon fujisanum
Yamatentomon fujisanum är en urinsektsart som beskrevs av Imadaté 1964. Yamatentomon fujisanum ingår i släktet Yamatentomon och familjen lönntrevfotingar. Inga underarter finns listade i Catalogue of Life.